# Kamada Shohei
Shohei Kamada (sinh ngày 11 tháng 5 năm 1980) là một cầu thủ bóng đá người Nhật Bản.

## Sự nghiệp câu lạc bộ
Shohei Kamada đã từng chơi cho Tokushima Vortis và Banditonce Kobe.